# Éléonore de Portugal (1211-1231)
Pour les articles homonymes, voir Aliénor et Éléonore de Portugal.
Éléonore de Portugal, née en 1211 et décédée le 28 août 1231, était infante de Portugal et fut, par mariage avec le roi-corégent de Danemark Valdemar le Jeune, reine de Danemark.

## Biographie
Seule fille d'Alphonse II (1185-1223), roi de Portugal (1211-1223), et d'Urraque de Castille (1185-1220), elle est également la sœur cadette des rois Sanche II et Alphonse III.
L'évêque Gunner de Viborg fut le premier à envisager l'union entre la jeune infante et l'héritier du trône de Danemark, Valdemar III co-roi de Danemark (1209-1231), prince héritier de Danemark, fils de Valdemar II (1170-1241), roi de Danemark, et de Marguerite de Bohême (ou Drahomira ?) (v. 1189-1212), car la tante paternelle d'Éléonore, Bérengère, avait été la belle-mère de Valdemar.
Le mariage eut lieu le 24 juin 1229 à Ribe et le lendemain, Éléonore reçut la moitié Sud de l'île de Fionie en cadeau de mariage de la part de son mari. Bien qu'elle ait été reine cadette, elle fut en réalité la seule puisque sa tante était décédée huit ans auparavant et que son beau-père ne s'était pas remarié.
Deux ans plus tard à peine, Éléonore mourut en mettant au monde son seul enfant, le 28 août 1231 et trois mois après, son mari mourait tué dans un accident de chasse.
Lorsque la tombe d'Éléonore située dans l'église Saint-Bendt de Ringsted, fut ouverte et examinée, on y trouva son squelette portant des traces de cancer des os, ce qui contribua probablement à sa mort. Au pied de la reine se trouvait par ailleurs un petit cercueil plombé contenant les os d'un bébé d'environ 6 mois, déjà maladif et atteint de scrofules. Il est donc probable que l'enfant qu'Éléonore mit au monde lui survécut environ six mois.